# Hiéroglyphe égyptien M32
Le rhizome de long lotus, en hiéroglyphes égyptiens, est classifié dans la  section M « Arbres et plantes » de la liste de Gardiner ; il y est noté M32.

## Représentation
Il représente un rhizome stylisé de lotus (Nymphaea caerulea ou Nymphaea lotus).

## Utilisation
| M31 |

| M31 |

| r · d | M32 |

| r · d | M32 |

| r · d | M32 | Y1 |

| r · d | M32 | Y1 |